# Anastasija Czaun
Anastasija Eduardowna Czaun,  ros. Анастасия Эдуардовна Чаун  (ur. 11 września 1988 w Moskwie) – rosyjska pływaczka, mistrzyni Europy, mistrzyni Europy na basenie 25-metrowym.
Złota medalistka mistrzostw Europy w Budapeszcie w 2010 roku na dystansie 200 m stylem klasycznym.

## Osiągnięcia

### Mistrzostwa Europy (basen 50 m)
- 2010 Budapeszt -  (200 m stylem klasycznym)

### Mistrzostwa Europy (basen 25 m)
- 2010 Eindhoven -  (200 m stylem klasycznym)
- 2011 Szczecin -  (200 m stylem klasycznym)